# Stopki-Osada
Stopki-Osada – osada w Polsce położona w województwie warmińsko-mazurskim, w powiecie bartoszyckim, w gminie Sępopol.
W latach 1975-1998 miejscowość administracyjnie należała do województwa olsztyńskiego.